# Шабалин, Максим Андреевич
Макси́м Андре́евич Шабали́н (род. 25 января 1982, Куйбышев) — российский фигурист, выступавший в танцах на льду в паре с Оксаной Домниной. Они — бронзовые призёры Олимпийских игр (2010), чемпионы мира (2009), двукратные чемпионы Европы (2008 и 2010), победители серии Гран-При (2007) и чемпионы мира среди юниоров (2003). Заслуженный мастер спорта России (2009).

## Карьера

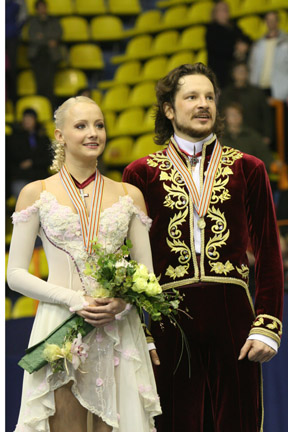
Оксана и Максим на церемонии награждения призёров чемпионата Европы 2008.

Максим Шабалин начал кататься на коньках в возрасте 4-х лет по настоянию родителей. Первый тренер, Олег Иванович Судаков, когда Максиму было 11 лет, предложил перейти в танцы на льду. За последующие пять лет Максим сменил несколько партнёрш, но стабильной пары никак не складывалось, и в 16 лет фигурист уехал из Самары в Софию, где встал в пару с Маргаритой Тотевой и выступал за Болгарию в течение полутора лет. Из-за проблем со здоровьем Маргарита была вынуждена закончить спортивную карьеру, а Максим вернулся в Россию.
С 1999 года Максим Шабалин выступал в паре с Еленой Халявиной. С ней они стали третьими на чемпионате мира среди юниоров в 2001 году и вторыми в 2002 году. После этого Елена решила завершить свою спортивную карьеру.
В мае 2002 года Максим Шабалин встал в пару с Оксаной Домниной. С 2002 по 2008 годы их тренером был Алексей Горшков В 2003 году они выиграли чемпионат мира среди юниоров.
В 2004 году стали вторыми на чемпионате России, а в 2005 году первый раз выиграли этот турнир.
В 2006 году в результате удачных выступлений на третьем этапе в Китае (1 место) и пятом — в Москве (2 место) пара приняла участие в Финале Мировой серии Гран-при по фигурному катанию сезона, где заняла третье место после болгарского и канадского дуэтов.
На чемпионате России 2007 Оксана и Максим завоевали золотые медали второй раз. На чемпионате Европы 2007 года заняли второе место, выиграв (как и на многих соревнованиях сезона) произвольный танец, но проиграв по сумме трёх танцев 0,31 балла паре из Франции Изабель Делобель и Оливье Шонфельдер.

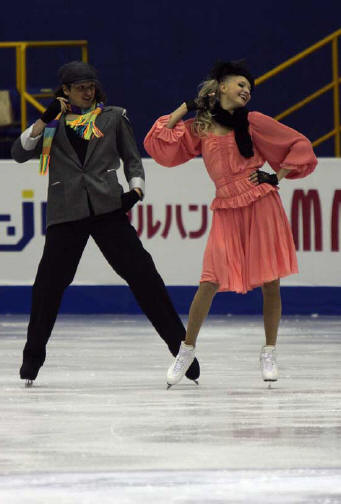
Оригинальный танец сезона 2008—2009 (ритмы 1920-х, 1930-х, 1940-х), вальс из «Джазовой сюиты» Д. Шостаковича

Сезон 2007—2008 года начался для Оксаны и Максима удачно — они стали победителями финала мировой серии Гран-при 2007 года. Но затем не смогли принять участие в чемпионате России из-за операции на колене Максима. Несмотря на маленький период реабилитации и опасность рецидива травмы, Домнина и Шабалин стали чемпионами Европы 2008 года. И всё же, в чемпионате мира 2008 пара участия не приняла. Максиму потребовалась повторная операция на травмированном колене и долгий период реабилитации.
В июне 2008 года спортсмены заявили, что приняли решение сменить тренера и отправляются в Пенсильванию к Наталье Линичук и Геннадию Карпоносову.
Сезон 2008—2009 Домнина и Шабалин начали с победы на турнире серии Гран-при «Cup of China», затем заняли второе место на «Cup of Russia», проиграв соперникам по сборной Яне Хохловой и Сергею Новицкому. В финале Гран-при они стали вторые после Делобель и Шонфельдера. От участия в чемпионате России Оксана и Максим решили отказаться, не желая сбивать режим подготовки к чемпионату Европы долгими перелётами и лишней акклиматизацией. На европейском первенстве во время исполнения обязательного танца Шабалин упал. Пара стала только пятой. Первоначально спортсмены утверждали, что колено Максима не беспокоит. Однако, на следующий день снялись с турнира, мотивировав отказ от дальнейшего участия обострением травмы. В промежутке между чемпионатом Европы и чемпионатом мира пара усиленно работала и смогла устранить недостатки в катании, вызванные недотренированностью. В марте 2009 года в Лос-Анджелесе Домнина и Шабалин стали чемпионами мира, войдя в историю танцев на льду как первая пара, выигравшая чемпионаты мира и среди юниоров и «взрослый».
На Олимпийских играх в Ванкувере (2010) Оксана Домнина и Максим Шабалин выиграли бронзовые медали. Вскоре после этого Максим объявил о решении прервать свою спортивную карьеру на неопределённый срок. Летом 2010 года он стал членом исполнительного комитета Федерации фигурного катания на коньках России и тренером сборной России по танцам на льду. В октябре 2010 года объявил, что его возвращение в любительский спорт не состоится.

## Участие в телешоу
После завершения спортивной карьеры Максим Шабалин принял участие в ряде телепроектов Первого канала:
- 2010 год — «Лёд и пламень» (в паре с актрисой Екатериной Вилковой)[11];
- 2011 год — «Болеро» (в паре с балериной Екатериной Крысановой)[12];
- 2012 год — «Ледниковый период. Кубок профессионалов»[13];
- 2013 год — «Ледниковый период-4» (в паре с певицей Нюшей)[14];
- 2016 год — «Ледниковый период-6» ( в паре с телеведущей Юлией Барановской)[источник не указан 194 дня]
- 2020 год — «Ледниковый период-7» (в паре с актрисой Ольгой Сутуловой)[источник не указан 194 дня]
- 2021 год — «Ледниковый период-8» (в паре с актрисой Аглаей Шиловской)[источник не указан 194 дня]

## Личная жизнь
20 ноября 2010 года Максим Шабалин женился. Его избранницей стала российская актриса театра и кино Ирина Гринёва, с которой он познакомился на вечеринке у друзей. 21 ноября 2010 года они венчались в храме Успения Божией Матери в Путинках.
- дочь Василиса (6 июля 2013 года)[17].

## Государственные награды
- Медаль ордена «За заслуги перед Отечеством» II степени (5 марта 2010 года) — за большой вклад в развитие физической культуры и спорта, высокие спортивные достижения на Играх XXI Олимпиады 2010 года в Ванкувере[18]

## Программы
(с О.Домниной)
| Сезон     | Оригинальный танец                                                                          | Произвольный танец | Показательный                                                                             |
| --------- | ------------------------------------------------------------------------------------------- | --- | ----------------------------------------------------------------------------------------- |
| 2009—2010 | Танец аборигенов                                                                            | - Двойная жизнь Вероники Збигнев Прайснер - Requiem for a Dream Клинт Мэнселл - Двойная жизнь Вероники Збигнев Прайснер                              | Саундтрек к к/ф Матрица Дон Дэвис                                                         |
| 2008—2009 | - Lyric Waltz Дмитрий Шостакович - Waltz No. 2 Дмитрий Шостакович хореограф Наталья Линичук | Спартак Арам Хачатурян хореограф Ванда Лубковская | Gonna Fly Now Билл Конти                                                                  |
| 2007—2008 | Казачий танец: Розпрягайте, хлопці, коні                                                    | Вальс из балета «Маскарад» Арам Хачатурян | Танго Обливион Астор Пьяццола                                                             |
| 2006—2007 | - Primavera Portena Астор Пьяццола - Invierno Porteño Астор Пьяццола                        | Половецкие пляски (из оперы Князь Игорь) А. Бородин                                                                                                  | Адажио Secret Garden - Another Brick in the Wall Pink Floyd - Proper Education Eric Prydz |
| 2005—2006 | - Paxi Ni Ngongo Bonga - Chillando Goma Fulanito                                            | - Ein Wiener Waltzer (A Viennese Waltz) Карл Дженкинс - Hermit Of The Sea Rock Карл Дженкинс - Ein Wiener Waltzer Карл Дженкинс                      | The Show Must Go On Queen                                                                 |
| 2004—2005 | - I wait for you - It Don’t Mean a Thing Дюк Эллингтон                                      | - Katana Groove Томоясу Хотей - Il dolce suono (из оперы Лючия ди Ламмермур) - The Diva Dance (из к/ф Пятый элемент) - Kill The Target Томоясу Хотей | - Rap & Classica                                                                          |
| 2003—2004 | - Harlem Nocturne - The Dirty Boogie The Brian Setzer Orchestra                             | Танго Времена года Антонио Вивальди, Астор Пьяццола                                                                                                  | - Fanfarra - Malagenha Сержио Мендес                                                      |
| 2002—2003 | - Полька/Вальс Дмитрий Шостакович                                                           | - Fanfarra - Malagenha Сержио Мендес | Mungal                                                                                    |

(с Е.Халявиной)
| Сезон     | Оригинальный танец                 | Произвольный танец                         |
| --------- | ---------------------------------- | ------------------------------------------ |
| 2001—2002 | - Пасодобль - Фламенко - Пасодобль | Саундтрек к к/фРомео и Джульетта Нино Рота |
| 2000—2001 | - My Guy - Dancing Fool            | Anytime, Anywhere Сара Брайтман            |

## Спортивные достижения
(С О.Домниной)
| Соревнования                       | 2002—2003 | 2003—2004 | 2004—2005 | 2005—2006 | 2006—2007 | 2007—2008 | 2008—2009 | 2009—2010 |
| ---------------------------------- | --------- | --------- | --------- | --------- | --------- | --------- | --------- | --------- |
| Зимние Олимпийские игры            |           |           |           | 9         |           |           |           | 3         |
| Чемпионаты мира                    | 15        | 10        | 8         | 7         | 5         |           | 1         |           |
| Чемпионаты Европы                  | 12        | 7         | 6         | 6         | 2         | 1         | WD        | 1         |
| Чемпионаты мира среди юниоров      | 1         |           |           |           |           |           |           |           |
| Чемпионаты России                  | 3         | 2         | 1         | 2         | 1         |           |           | 1         |
| Финалы Гран-При                    |           |           |           | 5         | 3         | 1         | 2         |           |
| Этапы Гран-при: Cup of Russia      |           | 6         | 4         | 3         | 2         | 1         | 2         |           |
| Этапы Гран-При: Cup of China       |           |           | 4         |           | 1         | 2         | 1         |           |
| Этапы Гран-При: Skate America      |           |           |           | 3         |           |           |           |           |
| Этапы Гран-При: Skate Canada       |           | 6         |           |           |           |           |           |           |
| Skate Israel                       |           |           |           | 2         |           |           |           |           |
| Мемориал Карла Шефера              |           |           |           |           | 1         |           |           |           |
| Finlandia Trophy                   |           | 2         |           |           |           |           |           |           |
| Финал Юниорского Гран-При          | 1         |           |           |           |           |           |           |           |
| Этапы юниорского Гран-При, Франция | 1         |           |           |           |           |           |           |           |
| Этапы юниорского Гран-При, Белград | 1         |           |           |           |           |           |           |           |

WD = снялись с соревнований
(С Е.Халявиной)
| Соревнования                       | 1999—2000 | 2000—2001 | 2001—2002 |
| ---------------------------------- | --------- | --------- | --------- |
| Чемпионаты мира среди юниоров      | 9         | 3         | 2         |
| Чемпионат России среди юниоров     | 3         | 2         | 1         |
| Финал юниорского Гран-при          |           | 2         | 1         |
| Этап юниорского Гран-При, Италия   |           |           | 1         |
| Этап юниорского Гран-При, Польша   |           |           | 1         |
| Этап юниорского Гран-При, Чехия    |           | 1         |           |
| Этап юниорского Гран-При, Норвегия | 3         | 1         |           |
| Этап юниорского Гран-При, Словения | 1         |           |           |

(С М.Тотевой за Болгарию)
| Соревнования                       | 1997—1998 |
| ---------------------------------- | --------- |
| Чемпионаты мира среди юниоров      | 14        |
| Чемпионаты Болгарии                | 2         |
| Этап юниорского Гран-При, Словакия | 6         |
| Этап юниорского Гран-При, Болгария | 6         |